# Per tutta un'altra destinazione
Per tutta un'altra destinazione è un singolo del cantautore italiano Fabrizio Moro, pubblicato nel 2000 come secondo estratto dal primo album in studio Fabrizio Moro.

## Descrizione
Traccia d'apertura dell'album, il testo tratta di una storia autobiografica, centrando il tema di giovani ragazzi a contatto con la droga.
Hanno collaborato alla realizzazione: Massimo Luca arrangiamento e chitarre, Enrico Solazzo programmazione computer, tastiere e archi, Roberto Polito batteria, Francesco Puglisi basso, Mix Eugenio Vatta e prodotto da Max Mastrangelo.

## Tracce
1. Per tutta un'altra destinazione – 3:45